# Slim Zehani
Slim Zehani (arabe : سليم الزهاني), né le 25 septembre 1978 à Tunis, est un handballeur tunisien qui évolue à l'Espérance sportive de Tunis comme gardien de but.
Il commence sa carrière au sein de Zitouna Sports avant de rejoindre l'Espérance sportive de Tunis en 1997.
Avec l'équipe de Tunisie, il participe d'abord au championnat du monde junior en 1997 et 1999. Puis, chez les seniors, il participe au championnat du monde en 1999, 2001 et 2009 et aux Jeux olympiques de 2000 à Sydney.

## Palmarès

### Clubs
- Vainqueur du championnat de Tunisie : 2004, 2005, 2009, 2010, 2012, 2013, 2014, 2017
- Vainqueur de la coupe de Tunisie : 2002, 2005, 2006, 2013
- Vainqueur de la Supercoupe de Tunisie : 2002
- Vainqueur de la coupe arabe des clubs vainqueurs de coupe 2013 ( Maroc)

#### Ligue des champions d'Afrique
- Médaille d'argent à la Ligue des champions d'Afrique 2005 ( Côte d'Ivoire)
- Médaille de bronze à la Ligue des champions d'Afrique 2012 ( Maroc)
- Médaille d'or à la Ligue des champions d'Afrique 2013 ( Maroc)

#### Supercoupe d'Afrique
- Médaille d'or à la supercoupe d'Afrique 2014 ( République du Congo)

#### Coupe d'Afrique des vainqueurs de coupe
- Médaille d'or à la coupe d'Afrique des vainqueurs de coupe 2003 ( Tunisie)
- Médaille d'or à la coupe d'Afrique des vainqueurs de coupe 2014 ( République du Congo)
- Médaille d'or à la coupe d'Afrique des vainqueurs de coupe 2015 ( Gabon)
- Médaille d'argent à la coupe d'Afrique des vainqueurs de coupe 2004 ( Tunisie)

### Équipe nationale

#### Jeux olympiques
- 10e aux Jeux olympiques de 2000 à Sydney ( Australie)

#### Championnat du monde
- 12e au championnat du monde 1999 ( Égypte)
- 10e au championnat du monde 2001 ( France)
- 14e au championnat du monde 2003 ( Portugal)
- 4e au championnat du monde 2005 ( Tunisie)
- 17e au championnat du monde 2009 ( Croatie)

#### Championnat d'Afrique
- Médaille d'or au championnat d'Afrique 1998 ( Afrique du Sud)
- Médaille d'or au championnat d'Afrique 2002 ( Maroc)
- Médaille d'argent au championnat d'Afrique 2004 ( Égypte)
- Médaille d'argent au championnat d'Afrique 2008 ( Angola)